# Арка Победы (Мадрид)
Арка Победы — монумент в стиле ампир, построенный в 1956 году в Мадриде, спроектирован в честь победы националистов в Гражданской войне. Сам генерал Франко нередко проезжал мимо арки по дороге из своего дворца Эль-Пардо в Мадрид. Арка имеет высоту почти 49 метров, её венчает зелёная колесница. В верхней части арки архитекторы Паскуаль Браво и Модесто Лопес Отеро спроектировали зал, в котором размещены модель расположенного рядом с аркой университета площадью 25 квадратных метра и проектировочные чертежи самой арки. Доступ публики в этот зал в настоящее время закрыт.